# 石橋蓮司
石橋 蓮司（いしばし れんじ、1941年〈昭和16年〉8月9日 - ）は、日本の俳優、声優、演出家。本名は同じ。
東京府荏原区出身。日本大学高等学校卒業、日本大学藝術学部映画学科中退。アートプランニング、第七企画を経て、「劇団第七病棟」主宰。オフィス・ロータス所属、株式会社アルファエージェンシーに業務委託。
身長178cm。血液型はAB型。妻は緑魔子。

## 来歴
建具職人だった父と母が離婚し、母のほうについた。母、姉、弟の4人と戸越の連れ込み旅館で育つ。
中学生時代の1954年、母親に連れられ当時近所にあった劇団若草に所属。同年13歳のとき東映児童劇映画第1回作品『ふろたき大将』で主役デビュー。17歳で劇団若草を辞め、東映児童劇団に身を預ける。大学中退後の1965年、劇団青俳の養成所に入所。
1968年、共に青俳を脱退した劇作家の清水邦夫、演出家の蜷川幸雄、俳優の蟹江敬三、岡田英次、真山知子らと劇団現代人劇場を旗揚げする。1971年に現代人劇場が解散した後、1972年に清水、蜷川、蟹江と劇結社「櫻社」を結成。1974年に蜷川が商業演劇に活動の幅を広げたのを機に櫻社が解散した後は、1976年に緑魔子と劇団第七病棟を旗揚げする。第七病棟の公演では、使われなくなった建物を劇場に改造して唐十郎や山崎哲の作品を上演し、その多くで自ら演出を手掛けている。
2008年には、東映が実施する若手俳優の育成を目標とした「東映大学」プロジェクト（東映作品に重点的に出演する機会を若手俳優に与える）の校長に就任している。
2016年にはNHK広島のヒロシマ8.6ドラマ『ふろたき大将　故郷に帰る』で自身のデビュー作である『ふろたき大将』の宮田徳三役を60年ぶりに演じた。この際石橋自身はよくこの企画が通ったなと同役を演じる事に驚いたと語っている。
2020年公開予定の阪本順治監督のハードボイルドコメディ映画『一度も撃ってません』で、『黄昏流星群 星のレストラン』以来18年ぶりに長編映画で主演を務める。

## 人物
特技は日本舞踊。
悪役などのアブノーマルな役からコミカルな役柄まで幅広く演じ、テレビのドキュメンタリー番組のナレーションやNHKの人形劇など、声の仕事でも知られる。
降旗康男監督作品には互いのキャリアの初期から40年にわたって出演を続けているほか、深作欣二、篠田正浩、市川崑、神代辰巳、田中登らに起用され続けてきた。三池崇史、堤幸彦監督作品の常連でもある。
バラエティ番組にはほとんど出演しないが、トーク番組へのゲスト出演は多い。2008年1月に俳優の竹中直人がホストを務めるラジオ番組『竹中直人ハードボイルド・ソーセージ』にゲスト出演した際には、子役時代の話や1970年代の新宿ゴールデン街でのエピソードについて語っている。2012年のNHKの『スタジオパークからこんにちは』では蜷川幸雄とのエピソードを振り返り、トーク中に電話中継で蜷川がエールを送った時には涙を流した。また2016年の同番組にも出演し、『蜷川には芝居の事でダメだしされた事がなかった』と振り返っている。また夫人である緑魔子との出会いについても語り、当時アイドル女優だった緑が自分みたいな小物とプライベートで仲良くなってくれるとは思わなかったと語っている。

## 出演
※「 - 」は役名

### 映画

#### 1950年代
- ふろたき大将（1955年、東映） 石橋蓮名義
- 暁の合唱（1955年、大映） - 斎村銀二郎
- 33号車応答なし（1955年、東宝）
- 幼きものは訴える（1955年、日活） - チャリ坊

#### 1960年代
- 少年漂流記（1960年、東映） - 志賀
- 越後つついし親不知（1964年、東映） - 坊ちゃん
- 狼と豚と人間（1964年、東映） - ヒロシ
- ひも（1965年、東映）- ノブオ
- ダニ（1965年、東映） - 三郎
- かも（1965年、東映） - 守男
- 網走番外地シリーズ（東映）
  - 網走番外地 望郷篇（1965年） - ピン公
  - 網走番外地 北海篇（1965年） - 夏目
  - 網走番外地 悪への挑戦（1967年） - 一郎
  - 網走番外地 吹雪の斗争（1967年） - 吉
- 流れ者仁義（1965年、東映） - 弘
- 非行少女ヨーコ（1966年、東映） - ナロン
- 悪童（1966年、東映） - 影山
- 地獄の掟に明日はない（1966年、東映） - 次郎
- 男なんてなにさ（1966年） - 中山
- 決着 （おとしまえ）（1967年、東映） - 蓮太郎
- 現代やくざ 与太者の掟（1969年、東映） - まさる
- やくざ刑罰史 私刑!（1969年、東映） - 蝮の六

#### 1970年代
- 温泉こんにゃく芸者（1970年） - 小川
- やさしいにっぽん人（1971年） - 小西
- 喜劇 頑張らなくっちゃ!（1971年） - 大山巌
- あらかじめ失われた恋人たちよ（1971年） - 哮
- 座頭市御用旅（1972年） - 権六
- 御用牙（1972年） - 三次
- 脱出（1972年） - ダミイ
- 桜の代紋（1973年） - 杉山
- 喜劇 男の泣きどころ（1973年） - 兼やん
- 無宿人御子神の丈吉 黄昏に閃光が飛んだ（1973年） - 多助
- 子連れ狼 冥府魔道（1973年） - 出淵庄兵衛
- 喜劇 男の腕だめし（1974年） - 兼やん
- 子連れ狼 地獄へ行くぞ! 大五郎（1974年） - 無門
- 竜馬暗殺（1974年） - 中岡慎太郎
- 実録飛車角 狼どもの仁義（1974年） - 誘拐清水
- 無宿（1974年） - 本宮勇作
- 冒険者たち（1975年） - ヒゲの哲人
- 神戸国際ギャング（1975年） - ポチ
- 強盗放火殺人囚（1975年） - 白木護
- 実録外伝 大阪電撃作戦（1976年） - 大岩弘
- 愉快な極道（1976年） - 徳丸八郎
- 横浜暗黒街 マシンガンの竜（1976年） - 西部厚志
- 任侠外伝 玄海灘（1976年） - 刺青師・松井
- 江戸川乱歩猟奇館 屋根裏の散歩者（1976年） - 郷田三郎
- 安藤昇のわが逃亡とSEXの記録 （1976年） - 古山広
- 日本の仁義（1977年） - 高森太郎
- 聖母観音大菩薩（1977年） - 若者
- 泥だらけの純情（1977年） - 赤井武
- 霧の旗（1977年） - 山上武雄
- 北村透谷 わが冬の歌（1977年）
- 最も危険な遊戯（1978年） - 雀荘の男
- 吉宗評判記（1978） - 金沢（第28回）
- 赫い髪の女（1979年） - 光造
- 俺達に墓はない（1979年） - 高（十日会組員）
- さらば映画の友よ インディアンサマー（1979年） - 本間
- 地獄（1979年） - 生形松男
- 遠い明日（1979年） - 樫山

#### 1980年代
- おんなの細道 濡れた海峡（1980年） - ヒラさん
- 夕暮まで（1980年） - ホテルの見知らぬ男
- スローなブギにしてくれ（1981年） - 刑事
- 魔性の夏 四谷怪談より（1981年） - 直肋
- 獣たちの熱い眠り（1981年） - 岸井節男
- 悪霊島（1981年） - 吉太郎
- 嗚呼!おんなたち 猥歌（1981年） - 酒場の客
- 上海異人娼館 チャイナ・ドール（1981年） - Katoh
- 丑三つの村（1983年） - 赤木中次
- 天城越え（1983年） - 土谷良作
- 泪橋（1983年） - どぶさらいの男
- 彩り河（1984年） - 横内三郎
- 空海（1984年、東映） - 橘逸勢
- さらば箱舟（1984年） - 時任米太郎
- いつか誰かが殺される（1984年） - 橘進之介
- 魔の刻（1985年） - 西方
- 生きてみたいもう一度 新宿バス放火事件（1985年） - 杉原荘六
- 刑事物語 くろしおの詩（1985年） - 戸崎義明
- ドン松五郎の生活（1986年） - 土屋
- 火宅の人（1986年） - 桂一雄の父
- ビリィ★ザ★キッドの新しい夜明け（1986年） - マスター
- BE FREE!（1986年） - 医者
- ア・ホーマンス（1986年） - デート喫茶の客
- 紳士同盟（1986年） - 田丸幹夫
- 1000年刻みの日時計 牧野村物語（1986年）
- 首都消失（1987年） - 三好大一郎（郵政大臣秘書）
- 瀬戸内少年野球団・青春篇 最後の楽園（1987年） - 安田小兵衛
- 必殺4 恨みはらします（1987年） - 安田小兵衛
- SO WHAT（1988年） - 北島良明
- 行き止まりの挽歌 ブレイクアウト（1988年） - 佐倉捜査課係長
- 悪徳の栄え（1988年） - 花輪相平
- 華の乱（1988年） - 沢田正二郎
- バカヤロー! 私、怒ってます（1988年） - 厚木正夫
- クレージーボーイズ（1988年） - 大内龍
- 姐御（1988年） - 田ノ浦強
- キスより簡単（1989年） - 大学教授
- 文学賞殺人事件 大いなる助走（1989年） - 大垣義郎
- 鉄男（1989年） - 謎の浮浪者
- 危ない話（1989年） - 園田明彦
- 花物語（1989年） - 時計屋の国実
- どっちにするの。（1989年） - 社長秘書・児玉
- 砂の上のロビンソン（1989年） - 渋谷部長
- 出張（1989年） - 熊井功
- 誘惑者（1989年） - 鏑木
- 公園通りの猫たち（1989年） - 関雪夫

#### 1990年代
- 浪人街（1990年） - 母衣権兵衛
- われに撃つ用意あり（1990年） - 秋川
- キスより簡単2 漂流編（1991年） - ゲン
- カレンダー if just now（1991年） - 児玉誠
- 新極道の妻たち（1991年） - 捜査第四課 刑事 若原
- リトル・シンドバッド 小さな冒険者たち（1991年） - 橋本
- 遊びの時間は終らない（1991年） - 鳥飼圭介
- 四万十川（1991年） - 青木先生
- 女殺油地獄（1992年） - 油搾親方・茂助
- いつかギラギラする日（1992年） - 井村
- 子連れ狼 その小さき手に（1993年） - 松平周防守
- 姐 極道を愛した女・桐子（1993年） - 二階堂
- 帰って来た木枯し紋次郎（1993年） - 浅香盛助
- 男ともだち（1994年） - 日野
- 超能力者 未知への旅人（1994年） - 室伏
- 忠臣蔵外伝 四谷怪談（1994年） - 伊藤喜兵衛
- 四十七人の刺客（1994年） - 小林平八郎
- Spanking Love（1995年） - 尾此木龍作
- ひめゆりの塔（1995年） - 山岡部長
- 天使のわけまえ（1995年） - 謎の男
- 鬼平犯科帳 劇場版（1995年） - 沖源蔵
- セラフィムの夜（1996年） - 長島
- 陽炎2（1996年） - 黒鉄実之助
- 不法滞在（1996年） - 周
- 八つ墓村（1996年） - 洪禅和尚
- イグナシオ（1996年） - ガダローラ修道士
- truth（1997年） - 村井幸雄
- 現代仁侠伝（1997年） - 木島剛
- お墓がない!（1998年） - 西大路陽三
- SADA〜戯作・阿部定の生涯（1998年） - 信吉
- プライド 運命の瞬間（1998年） - 大川周明
- 中国の鳥人（1998年） - 氏家
- 風の歌が聴きたい（1998年） - 主人公（ろう者）の父親
- 鞠智城物語 防人たちの唄（1998年） - 中臣鎌足  ※熊本限定公開。2002年に「熊本物語」2部として全国公開。
- 必殺! 三味線屋・勇次（1999年） - 火盗改方・坂巻重次郎
- 鉄道員（1999年） - 町長
- オサムの朝（1999年） - 卜伝先生
- 双生児（1999年） - 乞食僧侶
- 金融腐蝕列島 呪縛（1999年） - 中澤専務
- 黒い家（1999年） - 葛西好夫
- DEAD OR ALIVE 犯罪者（1999年） - 青木誠

#### 2000年代
- 新選組（2000年） - 清河八郎
- 週刊バビロン（2000年） - 猪股長一朗
- 九ノ一金融道（2000年） - 玉川茂雄
- オーディション（2000年） - 島田老人
- 新・男樹（2000年） - 鉄観
- どら平太（2000年） - 継町の才兵衛
- クロスファイア（2000年） - 野坂永治
- 世にも奇妙な物語 映画の特別編（2000年） - 老人
- 本日またまた休診なり（2001年） - 大鹿組長
- 日本の黒い夏─冤罪（2001年） - 吉田警部
- 極道の妻たち 地獄の道連れ（2001年） - 坂岩延人
- ホタル（2001年） - 山崎
- 黄昏流星群 星のレストラン（2002年） - 主演： 一平
- 陽はまた昇る（2002年） - 金沢紀之
- 海は見ていた（2002年） - 隠居善兵衛
- TRICK 劇場版（2002年） - 神003番
- T.R.Y.（2003年） - 神崎重之介
- 13階段（2003年） - 阿部所長
- 新・仁義なき戦い/謀殺（2003年） - 関東 道明会理事長 渡会将之
- 許されざる者（2003年）- 坂崎康昌
- 蕨野行(わらびのこう)（2003年） - 馬吉
- 半落ち（2004年） - 岩村肇
- 着信アリ（2004年 - 2005年） - 本宮勇作
- 花と蛇（2004年） - 田代一平
- IZO（2004年） - 壱番の男
- ムーンライト・ジェリーフィッシュ（2004年） - 杉浦警部
- 完全なる飼育 赤い殺意（2004年） - 細井耕吉
- オーバードライヴ（2004年）
- ニワトリはハダシだ（2004年） - 桜井直道
- ねじりん棒（2004年） - 田上勝利
- 理由（2004年） - 早川一起社長
- 北の零年（2005年） - 堀部賀兵衛
- 苺の破片 イチゴノカケラ（2005年） - 知子の父
- 四日間の奇蹟（2005年） - 長谷川隆
- いらっしゃいませ、患者さま。（2005年） - 山形知恵蔵
- 妖怪大戦争（2005年） - 大首
- SHINOBI -HEART UNDER BLADE-（2005年） - 天海
- 春の雪（2005年） - 北崎玲吉
- 仮面ライダーシリーズ
  - 仮面ライダー THE FIRST（2005年） - 大物代議士
  - 劇場版 超・仮面ライダー電王&ディケイド NEOジェネレーションズ 鬼ヶ島の戦艦（2009年） - 光栄次郎
  - 劇場版 仮面ライダーディケイド オールライダー対大ショッカー（2009年） - 光栄次郎 / 死神博士
  - 仮面ライダー×仮面ライダー W&ディケイド MOVIE大戦2010（2009年） - 光栄次郎 / スーパー死神博士
- 探偵事務所5（2005年） - 探偵511
- ゲルマニウムの夜（2005年） - 小宮院長
- ガラスの使徒（2005年）
- 花よりもなほ（2006年） - 青木庄三郎
- 46億年の恋（2006年） - 警部
- さくらん（2007年） - 楼主
- あかね空（2007年） - 清兵衛
- 俺は、君のためにこそ死ににいく（2007年） - 鶴田正造
- 憑神（2007年） - 井上軍兵衛
- 遠くの空に消えた（2007年） - 天童
- HERO（2007年） - 大藪正博秘書
- スキヤキ・ウエスタン ジャンゴ（2007年） - 村長
- クローズド・ノート（2007年） - 中沢正道
- 犯人に告ぐ（2007年） - 迫田和範
- L change the WorLd（2008年） - 加賀見シン
- 映画 クロサギ（2008年） - 蔵本俊介
- TOKYO!「メルド」（2008年） - 担当検事
- 20世紀少年（2008年 - 2009年） - 万丈目胤舟
- まぼろしの邪馬台国（2008年） - 戸田亮吉副社長
- ぼくのおばあちゃん（2008年） - 茂田源次郎
- ラーメンガール（2009年） - ウダガワ
- 鴨川ホルモー（2009年） - 居酒屋の店長
- 劒岳 点の記（2009年） - 岡田佐吉
- 山形スクリーム（2009年） - 伊東丹波成定
- 火天の城（2009年） - 池上五郎右衛門

#### 2010年代
- 今度は愛妻家（2010年） - 原文太
- パレード（2010年） - 野口良夫
- 人間失格（2010年） - ヒラメ
- 人の砂漠（2010年） - 山義秀
- アウトレイジ（2010年） - 村瀬組組長
- 君が踊る、夏（2010年）
- 八月の二重奏（2010年）
- トルソ（2010年）
- 行きずりの街（2010年） - 池辺忠賢
- ライフライン（2011年）
- 大鹿村騒動記（2011年） - 重田権三
- 忍たま乱太郎（2011年） - ウスタケ忍者OB
- 探偵はBARにいる（2011年） - 岩淵恭輔
- はやぶさ 遥かなる帰還（2012年） - 大下治夫
- HOME 愛しの座敷わらし（2012年） - 小川（日栄フーズ人事部長）
- エイトレンジャー（2012年） - 三枝信太郎
- 北のカナリアたち（2012年） - 奥村刑事
- ストロベリーナイト（2013年） - 龍崎神矢
- 脳男（2013年） - 藍沢
- 俺はまだ本気出してないだけ（2013年） - 大黒志郎
- 爆心 長崎の空（2013年） - 高森良一
- 人類資金（2013年） - 北村
- 極道の妻たち Neo（2013年） - 西京連合会長 岸辺宗一郎
- 四十九日のレシピ（2013年） - 熱田良平
- テコンドー魂〜Rebirth〜（2014年）
- 家路（2014年）
- 銀の匙 Silver Spoon（2014年） - 御影大作
- キカイダー REBOOT（2014年） - 田部慎之介
- 春を背負って（2014年） - 野沢久雄
- 超高速!参勤交代（2014年） - 松平輝貞
- 幕末高校生（2014年） - 長英
- ふしぎな岬の物語（2014年） - 雲海
- 25 NIJYU-GO（2014年） - 田神組相談役 飛龍勲
- 紙の月（2014年） - 平林孝三
- 孤独のグルメ Season4 第12話 （2014年9月24日、テレビ東京） - さいき主人 役
- 風に立つライオン（2015年） - 村上雅行
- 王妃の館（2015年） - 丹野二八
- ストレイヤーズ・クロニクル（2015年） - 大曾根
- この国の空（2015年）
- 天空の蜂（2015年） - 筒井理事長
- グラスホッパー（2015年） - 寺原会長
- 団地（2016年） - 行徳正三 役[9]
- 超高速!参勤交代 リターンズ（2016年） - 松平輝貞
- 彼岸島 デラックス（2016年） - 師匠 （声のみの出演）
- トマトのしずく（2017年） - 辰夫 [10]
- 一茶（公開未定[11]） - 弥五兵衛 [12]
- ラーメン食いてぇ!（2018年） - 紅烈土[13]
- 返還交渉人 いつか、沖縄を取り戻す（2018年） - 屋良朝苗
- 散り椿（2018年）[14]
- 孤狼の血（2018年） - 五十子会会長・五十子正平
- ごっこ（2018年） - 原一男
- 半世界（2019年） - 岩井為夫
- 母を亡くした時、僕は遺骨を食べたいと思った。（2019年） - 利明[15]
- キングダム（2019年） - 朅氏[16]
- WALKING MAN（2019年） - 汪さん
- 遮那王 お江戸のキャンディー3 - 後白河法皇

#### 2020年代
- 一度も撃ってません（2020年） - 主演：市川進 / 御前零児 役[17]
- 犬鳴村（2020年） - 中村隼人 役[18]
- 日本独立（2020年12月18日） - 幣原喜重郎 役[19]
- 大コメ騒動（2021年1月8日） - 黒岩仙太郎 役
- きまじめ楽隊のぼんやり戦争（2021年3月26日） - 夏目 役
- お終活 熟春!人生、百年時代の過ごし方（2021年5月21日公開) - 山田一夫 役
  - お終活 再春!人生ラプソディ（2024年5月31日公開）[20][21]
- 妖怪大戦争 ガーディアンズ（2021年8月13日） - 大首 役
- 西成ゴローの四億円シリーズ - ウーソンクー 役
  - 前篇（2022年2月12日）[22]
  - 死闘篇（後篇）（2022年2月19日）[23]
- 99.9 -刑事専門弁護士- THE MOVIE（2021年12月30日） - 若月昭三 役[24][25]
- 冬薔薇（ふゆそうび）（2022年6月3日） - 沖島達雄 役[26]
- 破戒（2022年7月8日）- 大日向 役[27]
- ハウ（2022年8月19日）- 関根次郎 役[28]
- わたしの幸せな結婚（2023年3月17日）- 帝 役[29]
- せかいのおきく（2023年4月28日） - 孫七 役[30]
- 大名倒産（2023年6月23日） - 仁科摂津守 役[31]
- リボルバー・リリー（2023年8月11日） - 筒井国松 役[32]
- 映画 ミステリと言う勿れ（2023年9月15日） - 狩集幸長 役
- 風よ あらしよ 劇場版（2024年2月9日） - 渡辺政太郎 役[33]

### テレビ作品

#### NHK
※特記以外は総合テレビ
- 大河ドラマ
  - 勝海舟（1974年） - 吉田寅次郎
  - 花神（1977年） - 神代直人
  - 独眼竜政宗（1987年） - 柳生宗矩
  - 北条時宗（2001年） - 北条時広
  - 義経（2005年） - 富樫泰家
  - 風林火山（2007年） - 庵原忠胤
  - 龍馬伝（2010年） - 永井玄蕃頭
  - 西郷どん（2018年） - 川口雪篷 [34]
  - 麒麟がくる（2020年） - 三条西実澄
- 火の路 （1976年）
- 少年ドラマシリーズ
  - その町を消せ!（1978年） - 黒崎
- 土曜ドラマ
  - 兄とその妹（1978年） - 内海
  - わが青春のブルース（1981年） - 公平
  - けものみち（1982年） - 成沢寛次
- 銀河テレビ小説
  - 「夜の王様」（1975年）
  - 「鳥獣の寺」（1979年）
- 真田太平記（1985年） - 猫田与助
- ドラマスペシャル「匂いガラス」（1986年11月8日）－ ヤク中の三船
- 天晴れ夜十郎（1996年 - 1997年） - 鳥居耀蔵
- 陰陽師（2001年） - 藤原兼家
- 逃亡（2002年） - 石川主水
- 赤ちゃんをさがせ（2003年） - 加々美佑介
- 蝉しぐれ（2003年） - 石栗弥左衛門
- 正月時代劇
  - またも辞めたか亭主殿〜幕末の名奉行・小栗上野介〜（2003年） - 佐藤藤七
  - ライジング若冲 天才 かく覚醒せり（2021年1月2日） - 売茶翁[35]
- 慶次郎縁側日記（2004年 - 2005年） - 佐七
- 連続テレビ小説
  - 芋たこなんきん（2007年） - 田村駒蔵
  - つばさ（2009年） - 松沢栄次
  - 花子とアン（2014年） - 安東周造
- 鬼太郎が見た玉砕 〜水木しげるの戦争〜（2007年） - 中隊長
- バッテリー（2008年） - 井岡洋三
- 花の誇り（2008年） - 平岐権左衛門
- トップセールス（2008年） - 槙野浩太郎
- ジャッジII〜島の裁判官奮闘記〜（2008年） - 栄正男
- 気骨の判決（2009年） - 児玉高臣
- オトコマエ!2（2009年） - 仙人・宮宅又兵衛
- チェイス〜国税査察官〜（2010年）
- 心の糸（2010年）[36]
- 負けて、勝つ 〜戦後を創った男・吉田茂〜（2012年） - 松野鶴平
- 書店員ミチルの身の上話（2013年） - 大浦杜夫
- 全力離婚相談（2015年） - 郷原泰造
- 神谷玄次郎捕物控2（2015年、BSプレミアム） - 作十
- リキッド〜鬼の酒 奇跡の蔵〜（2015年、BSプレミアム） - 国重五郎
- まんまこと〜麻之助裁定帳〜（2015年） - 八木源兵衛
- 鼠、江戸を疾る2（2016年） - 国友
- 伝七捕物帳（2016年、BSプレミアム） - 米次
- ヒロシマ8.6ドラマ ふろたき大将 故郷に帰る（2016年7月1日、NHK広島） - 主人公 宮田徳三  ※映画「ふろたき大将」参照
- スリル!〜赤の章・黒の章〜（2017年） - 兵藤康作
- スペシャルドラマ「返還交渉人 ―いつか、沖縄を取り戻す―」（2017年8月12日、BSプレミアム） - 屋良朝苗
- 京都人の密かな愉しみ Blue 修業中（BSプレミアム） - 美山清兵衛 役
  - 京都人の密かな愉しみ Blue 修業中 送る夏（2017年9月30日）
  - 京都人の密かな愉しみ Blue 修業中 祝う春（2018年4月14日）
  - 京都人の密かな愉しみ Blue 修行中 祇園さんの来はる夏（2019年8月17日）
  - 京都人の密かな愉しみ Blue 修業中 燃える秋（2021年1月30日）
  - 京都人の密かな愉しみ Blue 修業中 門出の桜（2022年5月28日）[37]
- 盤上のアルファ〜約束の将棋〜（2019年、BSプレミアム） - 林鋭生 役
- スローな武士にしてくれ〜京都 撮影所ラプソディー〜（2019年3月23日、BSプレミアム） - 国重五郎 役
- 螢草 菜々の剣（2019年、BSプレミアム） - 椎上節斎 役
- 赤ひげ3（2020年、BSプレミアム・BS4K） - お常の父・藤吉 役
- 十三人の刺客（2020年、BSプレミアム） ‐ 牧野靱負 役
- 流行感冒（2021年3月27日、BS4K） - 寅吉 役[38]
- 忠臣蔵狂詩曲No.5 中村仲蔵 出世階段（2021年12月4日、12月11日、BSプレミアム） - コン太夫 役[39]
- 特集ドラマ「風よ あらしよ」（2022年3月31日、総合・BS8K / 9月4日 - 18日、BSプレミアム・BS4K） - 渡辺政太郎 役
- 池波正太郎生誕100年BS特集時代劇「まんぞくまんぞく」（2022年12月30日、BSプレミアム）- 桑田勝蔵 役[40]
- 大奥「8代・徳川吉宗×水野祐之進 編」（2023年1月10日 - ） - 村瀬正資 役[41]
- グレースの履歴（2023年3月19日 - 5月7日、BS4K・BSプレミアム） - 袴田信 役[42]
- 仮想儀礼（2023年12月3日 - 2024年2月11日、BS・BSプレミアム4K） - 石坂一光 役[43]
- TRUE COLORS（2025年1月5日 - 3月2日、BSプレミアム4K・BS） - 木嶋作太郎 役[44]

#### 日本テレビ
- 火曜日の女シリーズ 喪服の訪問者（1971年）
- 土曜日の女シリーズ 天使が消えていく（1973年）
- 太陽にほえろ!
  - 第97話「その子に罪はない！」（1974年） - 市川勝
  - 第212話「情報」（1976年） - 情報屋・有田
  - 第241話「脅迫」（1977年） - 情報屋・有田
  - 第408話「スコッチ誘拐」（1980年） - 尾高
  - 第622話「ブルースの賞金稼ぎ」（1984年） - 氷室
  - 第644話「七曲署全員出動・狙われたコンピューター」（1985年） - 島崎昭一
- 大都会 闘いの日々（1976年）
  - 第1話「妹」
  - 第13話「再会」
- いろはの"い" 第3話「でくのぼう」（1976年）
- 大追跡 第18話「レディー・キラー」（1978年）
- 大都会 PARTIII
  - 第11話「白の恐怖」（1978年）
  - 第42話「シージャック強盗団」（1979年）
- 探偵物語 第18話「犯罪大通り」（1980年）
- 特命刑事 第10話「ファイナル・チャレンジ」（1980年）
- 警視-K（1980年）
  - 第1話「そのしあわせ待った！」 - 高円寺大造の第一秘書・宮城
  - 第13話「マイ・シュガー・ベイブ」- バー・クライマックスの店員　※クレジット表記なし
- プロハンター 第25話「ロング・グッドバイ」（1981年）
- 火曜サスペンス劇場
  - 悪魔の島の赤ちゃん（1982年）
  - 幻の罠（1982年） - 谷森茂
  - 殺したくないのに（1982年）
  - 妻よ睡れ（1982年）
  - 相沢夏子の失われた名誉（1983年）
  - それでも愛してる（1983年）
  - 殺意の海（1983年）
  - 軽蔑（1984年）
  - 偽りの心中（1985年）
  - 眠れぬ夜の悪魔（1986年）
  - 引き裂かれた白衣（1986年）
  - 女検事・霞夕子
    - 第3作「非常階段をおりる女」（1987年）
    - 第7作「自転車に乗る女」（1989年） - 木暮恒明
    - 第22作「殺意の薔薇」（2004年） - 佐川恵

  - 死角関係（1987年）
  - 王女の涙（1988年）
  - 疑惑の墓標 教え子が消えた！（1989年）
  - ルノアール名画殺人事件（1991年）
  - 熱帯夜（1991年）
  - 朝比奈周平ミステリー 第4作「木曽路殺人事件」（1992年） - 牧村刑事
  - 影の地帯（1993年）
  - 新任判事補 第3作（1996年） - 日野原誠
  - 24時間半（1997年）
  - 転勤判事 第1作（1997年） - 天徳武
  - 家族の48時間（1998年）
  - 松本清張スペシャル 中央流沙（1998年）
  - 指名手配 第1作（1998年） - 川勝富雄
  - 弁護士・高林鮎子 第26作「雲仙長崎旅路の果て」（2000年）
  - 松本清張スペシャル 内海の輪（2001年）
  - 地方記者・立花陽介 第17作「越中高岡通信局」（2001年） - 角田刑事
  - 女の橋（2001年）
- ジャングル 第1話「バラバラ事件・その1」 - 第4話「バラバラ事件・解決篇」（1987年） - 根岸勝彦
- さむらい探偵事件簿（1996年 - 1997年） - 新城半兵衛
- 七曲署捜査一係（1997年） - 大高道夫
- 蘇える金狼（1999年） - 長嶋保
- ビューティ7（2001年） - 西条五郎
- 共犯者（2003年） - 木場圭一郎
- 新・夜逃げ屋本舗（2003年） - 岩丸氷介
- 東京ワンダーホテル（2004年） - 橘竹之助
- 河井継之助 駆け抜けた蒼龍（2005年） - 山田方谷
- 都立水商!（2006年） - 佐久間菊蔵
- マイ☆ボス マイ☆ヒーロー（2006年） - 矢崎藤十郎
- Dr.倫太郎（2015年） - 池正行

#### TBS
- 夜明けの刑事 （大映テレビ）
  - 第3話「隣の家の秘密」（1974年）
  - 第47話「襲われた女子高校生の秘密!!」（1975年）　- 中谷アキラ
  - 第82話「裏切りの烙印に賭ける!!」（1976年）　- 尾上
- 噂の刑事トミーとマツ（1980年）
- 太閤記（1987年） - 足利義昭
- わたしってブスだったの?（1993年） - 帰山尚道
- 池袋ウエストゲートパーク スープの回（2003年） - 汁男
- タイムリミット（2003年6月25日） - 真鍋本部長 [45]
- 新しい風（2004年） - 舟木茂男
- ウルトラマンマックス（2005年） - 蓮沼征夫
- 水戸黄門 第39部  - 第43部（2008 - 2011年） - 柳沢吉保
- おじいちゃんは25歳（2010年） - 轟源太
- SPEC〜警視庁公安部公安第五課 未詳事件特別対策係事件簿〜（2010年） - 老人
- ヤメゴク〜ヤクザやめて頂きます〜（2015年） - 石川道三
- 神の舌を持つ男（2016年） - 神村精進（住職）
- #家族募集します（2021年） - 野田銀治
- 日本沈没-希望のひと-（2021年10月10日 - 12月12日） - 里城弦
- 99.9-刑事専門弁護士-完全新作SP新たな出会い篇～映画公開前夜祭～（2021年12月29日） - 若月昭三[46]
- ラストマン-全盲の捜査官- 第9話・最終話（2023年6月18日・25日） - 弓塚敏也[47]
- キャスター 第8話 - 最終話（2025年6月1日 - 15日） - 景山英嗣[48]
- 月曜ドラマスペシャル→月曜ミステリー劇場→月曜ゴールデン→月曜名作劇場
  - タクシードライバー咲坂都 第2作（1996年） - 木川田刑事
  - ヤマ勘記者の事件日誌1（1997年） - 上川和男
  - 弁護士芸者のお座敷事件簿 第5作（2000年） - 後藤田稔
  - 示談交渉人甚内たま子裏ファイル 第2作（2002年） - 大澤卓男
  - 上条麗子の事件推理 第5作「函館・洞爺湖・白老・札幌～流れ質屋の罠・心の家を求めて」（2006年） - 三島岳彦
  - ヤメ判 新堂謙介 殺しの事件簿 第2作（2012年） - 堀切努
  - 新・示談交渉人 裏ファイル 第2作（2012年） - 重田継男
  - 弁護士高見沢響子 第12作（2014年） - 古浦信一
  - 横山秀夫サスペンス 第2作「刑事の勲章」（2016年） - 湯上沢太郎

#### フジテレビ
- 夫婦旅日記 さらば浪人（1976年）
- 乾いて候（1984年） - 大浄助
- 影狩り（1992年） - 日下弦之介（月光）
- 七衛門の首（1993年）
- 幕末高校生（1994年） - 佐久間象山
- 阿部一族（1995年） - 林外記
- 清水次郎長物語（1995年） - 黒駒の勝蔵
- 雲霧仁左衛門（1995年） - 木鼠の吉五郎
- 忠臣蔵（1996年） - 千坂兵部
- 御家人斬九郎（1997年） - 中林勘助
- 隠密奉行朝比奈（1998年） - 海江田庄左衛門
- 鞍馬天狗（2001年） - 稲葉正邦
- 盤嶽の一生（2002年） - 清兵衛
- 怪談百物語（2002年） - 柏木一蔵
- 赤ひげ（2002年） - 松本三佐衛門
- 顔（2003年） - 梶間刑事
- 夜桜お染（2003年） - 榊原無名斎
- HERO（2006年） - 大藪正博
- 仕掛人 藤枝梅安（2006年） - 安部長門守
- Dr.コトー診療所 第2シリーズ（2006年） - 山下左千夫（左千おじ）
- 裸の大将 山梨編〜富士山にニセモノが現われたので（2008年） - 黒岩虎夫
- いじわるばあさん（2009年） - 吉村秀樹
- ヴォイス〜命なき者の声〜（2009年） - 野間口功
- 不毛地帯（2009年） - 黄乾臣
- LIAR GAME（2010年） - 丘辺雪也
- フリーター、家を買う。（2010年） - 浅岡和義
- BARレモン・ハート（2015年） - 久保田先生
- 悪魔の手毬唄〜金田一耕助、ふたたび〜（2019年） - 多々良放庵
- 世にも奇妙な物語
  - 真夏の特別編「いじめられる女」（1993年） - 加納宗徳
  - 〜2011秋の特別編〜「JANKEN」（2011年） - じゃんけん老師
- 金曜ドラマシアター
  - 昭和16年の敗戦（1991年）
  - 実録犯罪史シリーズ「国際指名手配第1号 前科3犯 逃亡画家」（1992年）
- 金曜エンタテイメント
  - 収容所（ラーゲリ）から来た遺書（1993年）
  - 鍵師 第1作（1993年） - 立山良雄
  - 松本清張七回忌特別企画・薄化粧の男（1998年） - 殿山刑事
  - 女医レイカ（1999年） - 亀山壮一
  - おばさんデカ 桜乙女の事件帖 第9作 - 第16作（2000 - 2007年、2017年） - 工藤栄作
  - 坊ちゃん教授の事件簿 第3作（2003年） - 猫田警部

#### 関西テレビ放送
- 影の軍団シリーズ
  - 服部半蔵・影の軍団（1980年） - 水口鬼四郎
  - 影の軍団II（1981年 - 1982年） - 徳川家重

#### テレビ朝日
- 賞金稼ぎ（1975年） - 片桐三郎次
- 伝七捕物帳（1979年）
- 月曜ワイド劇場「子供たちの復讐 開成高校生殺人事件」（1983年、ANB / オフィス・ヘンミ） - 主演
- 女ふたり捜査官 (1986年)
- 土曜ワイド劇場
  - 新宿ラブストーリー事件簿（1992年 - 1996年） - 鬼塚伝次郎
  - 車椅子の弁護士・水島威 第4作（1997年） - 幸田弘
  - 同居人カップルの殺人推理旅行 第6作「ダイエットハーブの罠!!」（1999年） - 松坂琢磨
  - 復讐相続の女（2000年） - 宇津木警部補
  - 完全犯罪の女 第3作「100億の悪女ふたり」（2002年） - 須藤尚
  - 家政婦は見た! 第21作（2003年） - 岩崎隆一
  - 盗聴撃退!完全マニュアル（2005年） - 鯨岡伸介
  - 法律事務所（2006年 - ） - 浜岡玄一
  - 京都殺人案内 第30作（2007年） - 山吉辰雄
  - 弁護士・茜沢翔子の人生相談承ります（2008年） - 河野大悟
  - 検事・朝日奈耀子 第7作「生きたまま死後硬直!? "4回殺された男"」（2009年） - 真鍋登
  - 終着駅シリーズ 第25作「途中下車する女」（2011年） - 古木久俊
  - タクシードライバーの推理日誌 第33作「神戸～九州大分 逃げた花嫁」（2013年） - 田島秀彦
  - 家裁調査官・山ノ坊晃（2016年 - ） - 山ノ坊賢一
- 彼と彼女の事情（1994年） - 水谷勇次郎
- 俺たちの世直し強盗（1997年） - 高山創雲
- はみだし刑事情熱系（1998年） - 大谷信行
- びんぼう同心御用帳 第5話「乱入! アブナ絵を売る悪童!!」（1998年） - 宗方左近
- スカイハイ （2003年） - 南條耕造
- ミステリー民俗学者 八雲樹（2004年） - 藤吉章吾
- おみやさん（2005年） - 堀田淳之介
- 相棒
  - Season4 第2話「殺人講義」（2005年） - 春日秀平
  - Season14 第20話「ラストケース」（2016年） - 菊本嘉之（農林水産大臣）
- エラいところに嫁いでしまった!（2007年） - 谷村豊
- 八州廻り桑山十兵衛〜捕物控ぶらり旅 第2話「上州〜江戸、怒りの大捜査網！ 神田で待っていた女」（2007年） - 山下左馬亮
- ゴンゾウ 伝説の刑事（2008年） - 梅原教授
- 長男の結婚（2008年） - 有沢学
- 仮面ライダーディケイド（2009年） - 光栄次郎
- 断絶（2009年） - 豊田慎之介
- 椿山課長の七日間（2009年） - 蜂須賀鉄蔵
- 侍戦隊シンケンジャー（2009年） - 光栄次郎
- ナサケの女〜国税局査察官〜（2010年） - 門倉要
- ホンボシ〜心理特捜事件簿〜（2011年） - 諫早賢三郎
- 遺恨あり 明治十三年 最後の仇討（2011年） - 吉田悟助（家老）
- Dr.伊良部一郎（2011年） - 野村栄介
- TEAM -警視庁特別犯罪捜査本部-（2014年） - 中村大蔵
- ドラマスペシャル 遺留捜査（2015年） - 長峰泰造
- ヘヤチョウ（2017年） - 釜本和彦
- DOCTORS〜最強の名医〜（2018年） - 伴財日出彦
- 日曜プライム（2018年）
  - 復讐捜査〜警察犬と刑事の殺人追跡行〜（2018年）  - 高林倫佑
  - 指定弁護士（2018年）  - 田金清造[49]
- 刑事ゼロ 第7話（2019年2月21日） - 兵藤幸雄（認知心理学者）

#### テレビ東京
- 月曜・女のサスペンス「夜の終る時」（1991年） - 菅井部長刑事
- 新春ワイド時代劇
  - 天下の副将軍水戸光圀 徳川御三家の激闘（1992年） - 木内宗五郎
  - 豊臣秀吉 天下を獲る!（1995年） - 足利義昭
  - 炎の奉行 大岡越前守（1997年） - 吉良上野介
  - 竜馬がゆく（2004年） - 来島又兵衛
  - 天下騒乱〜徳川三代の陰謀（2006年） - 荒尾志摩
- 女と愛とミステリー→水曜ミステリー9
  - 優雅な悪事 第1作（2001年） - 大本重次郎
  - さすらい署長 風間昭平 第1作「みちのく北上川殺人事件」（2003年） - 高見隆二
  - 捜査検事・近松茂道 第4作「偽装～昇仙峡に舞う殺人事件」（2004年） - 望月徹
  - 松本清張特別企画・黒い画集〜紐（2005年） - 青木良作
  - 警視庁黒豆コンビ 第3作「海に消えた欲望」（2007年） - 正木嘉一郎
  - 最強の法廷 裁判官桜子と10人の評決（2015年） - 徳井正次
- 侠客・幡随院長兵衛（1995年） - 笹又高之助
- ライオン丸G（2006年） - 豪山
- ケータイ捜査官7（2008年） - 甘木豊二郎
- 柳生武芸帳（2010年） - 徳川家康
- 東京トイボックス（2013年） - 御堂雄頑
- リバースエッジ 大川端探偵社（2014年） - 大川端一平（所長）
- 孤独のグルメ Season4 第12話    （2014年9月24日）  - さいき大将
- 三匹のおっさん（2017年） - 杉浦健作
- 現ナマ弁護士（2017年） - 仙波益男
- 月曜プレミア8
  - ドラマスペシャル 堂場瞬一サスペンス ラストライン 刑事 岩倉剛（2020年6月29日、テレビ東京） - 田川義直

#### WOWOW
- ご近所探偵TOMOE（2003年） - 阿久仏守雄
- 交渉人（2003年） - 金本勇夫
- プラチナタウン（2012年） - 高瀬善太郎
- 平成猿蟹合戦図（2014年） - 徳田重光
- 悪貨（2014年） - 郭解
- 本日は、お日柄もよく（2017年） - 小山田次郎
- イノセント・デイズ（2018年） - 草部武
- 黒書院の六兵衛（2018年） - 語り
- HOTEL -NEXT DOOR-（2022年9月10日 - 10月15日） - 立花源治[50]

#### 時代劇専門チャンネル
- 鬼平外伝 夜兎の角右衛門（2011年） - 前砂の捨蔵
- 闇の狩人（2014年） - 政七

#### ゲスト・単発出演
- 特別機動捜査隊（NET / 東映）
  - 第44話「掌の傷あと」（1962年）
  - 第62話「工場が死んだ時」（1962年）
  - 第73話「目撃者」（1963年）
  - 第77話「密集地帯」（1963年）
  - 第117話「蒼い十字路」（1964年）
  - 第156話「みだれ」（1964年）
  - 第179話「修学旅行」（1965年）
  - 第227話「若い断層」（1966年）
  - 第488話「青い残酷」（1971年） - 梶山
- 泣いてたまるか 第9話「先輩後輩」（1966年、TBS / 国際放映）
- 悪魔くん 第7話「魔の谷」（1966年、NET / 東映） - 強盗
- ローンウルフ 一匹狼 第31話「恐怖のめぐり逢い」（1968年、NTV / 東映）
- キイハンター（TBS / 東映）
  - 第16話 「亡霊は真夏の太陽の下に」（1968年）
  - 第24話「私たち人殺しなの」（1968年）
  - 第203話「突撃! ニッポン・どぶねずみ強盗団」（1972年） - 次郎吉
  - 第213話「ずっこけスパイ ハレンチ大学」（1972年）
- ザ・ガードマン（TBS / 大映テレビ室）
  - 第228話「化物屋敷に三匹の狼」（1969年）
  - 第237話「日曜は銀行爆破」（1969年）
  - 第263話「裏口入学は死を招く」（1970年）
  - 第288話「女子高生スキャンダル殺人」（1970年）
  - 第312話「女と男のズッコケ自動車レース」（1971年）
- 東京バイパス指令（1969年、NTV / 東宝）
  - 第21話「イヌは誰だ」
  - 第60話「もう一つの顔」
- 七人の刑事 第382話「地上三千メートルの死刑」（1969年、TBS）※最終回
- 孤独のメス 第5話「イエスタデー」（1969年、TBS / 国際放映）
- 用心棒シリーズ 俺は用心棒 第14話「青葉の中の娘」（1969年、NET / 東映） - 栄助
- プレイガール（12ch / 東映）
  - 第18話「新宿喜劇 女のムシが騒ぐとき」（1969年） - フーテン
  - 第120話「怪談 般若ヶ淵の妖鬼」（1971年） - 石塚
  - 第144話「裏切り者は骨まで砕け」（1972年） - 石山三郎
  - 第160話「狂気の来訪者」（1972年） - 五郎
  - 第286話「私にさわると地獄行きよ」（1974年） - 池田数馬
- 天を斬る（NET / 東映）
  - 第10話「間者の来る朝」（1969年） - 已之吉
  - 第22話「春の祈り」（1970年） - 村尾新八郎
- 江戸川乱歩シリーズ 明智小五郎 第2話「首泥棒」（1970年、12ch / 東映）
- ゴールドアイ 第11話「現金輸送車強奪」（1970年、NTV / 東映） - サブ
- 鬼平犯科帳 第2シリーズ 第9話「兇剣（後編）」（1971年、NET / 東宝） - 善作
- 刑事くん 第1部 第12話「もどらない日々」（1971年、TBS / 東映） - 原田一郎
- 荒野の素浪人（NET / 三船プロ）
  - 第1シリーズ 第10話「反逆 隠し砦の血闘」（1972年） - 石田
  - 第2シリーズ（1974年）
    - 第5話「手鎖の女」 - 奥平吉春
    - 第29話「第三の女」 - 別部政通
- 地獄の辰捕物控 第2話「御用金が死を招く」（1972年、NET / 東映） - 仙次
- 木枯し紋次郎 第2部 第10話「飛んで火に入る相州路」（1973年、CX / C.A.L） - 影法師の宗吉
- 恐怖劇場アンバランス 第3話「殺しのゲーム」（1973年、CX / 円谷プロ ※1970年制作） - 浜村保
- 子連れ狼（NTV / ユニオン映画）
  - 第1部 第3話「鳥の翼 獣の牙」（1973年） - 和泉紋之介
  - 第2部 第13話「赤猫まねき」（1974年） - 赤猫新八
- 唖侍鬼一法眼 第11話「怒濤の兄弟」（1973年、NTV / 勝プロ） - 土橋典膳
- 銭形平次 （CX / 東映）
  - 第397話「万七必死にて候」（1973年） - 宇之吉
  - 第518話「戻り狼」（1976年） - 浅吉
- 科学捜査官 第15話「黒い通り魔」（1974年、KTV / 松竹） - 小泉竹一
- 狼・無頼控 第19話「 (秘) くノ一養成学校」（1974年、MBS / 映像京都） - 陣馬八郎
- 太陽にほえろ! （NTV / 東宝）
  - 第97話「その子に罪はない!」（1974年） - 市川勝
  - 第212話「情報」（1976年） - 有田（情報屋）
  - 第241話「脅迫」（1977年） - 有田（情報屋）
  - 第408話「スコッチ誘拐」（1980年） - 尾高
  - 第622話「ブルースの賞金稼ぎ」（1984年） - 氷室
  - 第644話「七曲署全員出動・狙われたコンピューター」（1985年） - 島崎昭一
- 事件狩り 第9話「同棲時代の終わり」（1974年、TBS / 大映テレビ）
- おしどり右京捕物車 第23話「穴」（1974年、ABC / 松竹） - 三木竜治
- 必殺シリーズ（ABC / 松竹）
  - 暗闇仕留人 第15話「過去ありて候」（1974年） - 亥之吉
  - 必殺必中仕事屋稼業 第1話「出たとこ勝負」（1975年） - 与力・三村敬十郎
  - 必殺仕置屋稼業 第18話「一筆啓上不実が見えた」（1975年） - 巳代吉
  - 新・必殺仕置人 第15話「密告無用」（1977年） - 伊蔵
  - 新・必殺からくり人 第12話「東海道五十三次殺し旅 大津」（1978年） - 服部重四郎
  - 江戸プロフェッショナル・必殺商売人第26話「毒牙に噛まれた商売人」（1978年） - 同心・根来
  - 必殺仕事人 第12話「三味の音は七つの柩のとむらい唄か?」（1979年） - 岡出源八郎
  - 必殺仕事人2007（2007年） - 加賀谷彦左衛門
- 夜明けの刑事（TBS / 大映テレビ）
  - 第3話「隣りの家の秘密」（1974年）
  - 第20話「ウソからでたマコト」（1975年） - 唐津
  - 第47話「襲われた女子高校生の恐怖!!」（1975年）
  - 第59話「恋人は殺人犯ではないわ!!」（1976年）
  - 第82話「裏切りの烙印に賭ける!!」（1976年） - 筑波組・尾上
- 座頭市物語（CX / 勝プロ）
  - 第11話「木曽路のつむじ風」（1974年） - 左平次
  - 第23話「心中あいや節」（1975年） - 加平次
- おんな浮世絵・紅之介参る! 第19話「悲しき仕掛人」（1974年、NTV / ユニオン映画）
- 破れ傘刀舟悪人狩り 第26話「生きていた女」（1975年、NET / 三船プロ） - 千羽佐門
- 俺たちの勲章 第2話「狙撃者を追え!」（1975年、NTV / 東宝） - 村井
- 6羽のかもめ 第23話「非常識」（1975年、CX） - 昼メロの監督
- 影同心 第23話「花嫁買って殺し節」（1975年、MBS / 東映） - 金蔵
- 剣と風と子守唄 第26話「壊滅! 恩讐の里」（1975年、NTV / 三船プロ） - 真壁伝八郎
- 十手無用 九丁堀事件帖 第11話「目刺し十匹うらみ武士」（1975年、NTV / 東映）
- 大江戸捜査網（12ch / 三船プロ）
  - 第185話「非情の囮作戦」（1975年） - 松平備前守信明
  - 第295話「必死の子連れ逃亡者」（1977年） - 朝吉
  - 第470話「恐怖の美女誘拐魔 赤い罠」（1980年） - 石毛左馬介
- 大都会シリーズ（NTV / 石原プロ）
  - 大都会 闘いの日々（1976年）
    - 第1話「妹」 - 小沼三吉
    - 第13話「再会」 - 山岡文夫

  - 大都会 PARTIII
    - 第11話「白の恐怖」（1978年） - 今村
    - 第42話「シージャック強盗団」（1979年） - 前島アキラ
- 痛快!河内山宗俊 第23話「真っ赤に咲いた想い花」（1976年、CX / 勝プロ） - 五平次
- 人魚亭異聞 無法街の素浪人 第2話「霧の夜 蝶は死ぬ」（1976年、NET / 三船プロ） - 三蔵
- ベルサイユのトラック姐ちゃん 第4話「ベルトラ姐ちゃん必勝法」（1976年、NET / 東映） - 六助
- 夫婦旅日記 さらば浪人 第12話「女武芸者の恋」（1976年、CX / 勝プロ） - 白井
- いろはの"い" 第3話「でくのぼう」（1976年、NTV / 東宝） - 坂田巌
- 新・座頭市（CX / 勝プロ）
  - 第1シリーズ
    - 第3話「瀬来の別れ花」（1976年）
    - 第20話「いのち駒」（1977年） - 源三郎
    - 第27話「旅人の詩」（1977年） - 銀次

  - 第2シリーズ 第7話「遠い昔の日に」（1978年）
  - 第3シリーズ 第20話「祭りばやしに風車」（1979年） - 鉄砲水の八
- Gメン'75（TBS / 東映）
  - 第98話「女子大生の中のニセ刑事」（1977年） - 花輪久夫
  - 第112話「宇宙食の恐怖」（1977年） - 村上五郎
  - 第149話「結婚式の夜の出来事」（1978年） - 久松信一
- 破れ奉行 第2話「血風! 世直し快速船」（1977年、ANB / 中村プロ） - 周次
- 特捜最前線（ANB / 東映）
  - 第13話「愛・弾丸・哀」（1977年） - 沖本
  - 第111話「ラジオカセットのある殺人風景!」（1979年） - 巽
- 人形佐七捕物帳 第21話「花火に震える女」（1977年、ANB / 東映）
- 達磨大助事件帳 第7話「地獄のわかれ道」（1977年、ANB / 前進座 / 国際放映） - 一文銭の蔵三
- 暴れん坊将軍（ANB / 東映）
  - 吉宗評判記 暴れん坊将軍 第28話「明日に咲いた影の花」（1978年） - 金沢
  - 暴れん坊将軍II 第3話 「気になるあいつの恋びんた」（1983年） - 神谷主水正
- 新幹線公安官 第2シリーズ 第10話「360キロの恐怖」（1978年、ANB / 東映） - 石部哲夫
- 大追跡 第18話「レディー・キラー」（1978年、NTV / 東宝） - 横山
- 大岡越前 第5部 第12話「唐獅子の復讐」（1978年）
- 破れ新九郎（1978年、ANB / 中村プロ）
  - 第1話「砂塵の町に来た男」 - 松永元之進
  - 第13話「激闘! えんま長屋の合戦」 - 田村紋十郎
- 柳生一族の陰謀 第15話「不倫の妖刀」（1979年、KTV / 東映） - 柳生連也斎厳包
- 同心部屋御用帳 江戸の旋風IV 第20話「乱菊・五段打ち」（1979年、CX / 東宝） - 平吉
- 大空港 第49話「皆殺しの来訪者!」（1979年、CX / 松竹） - 中城タケシ
- 鉄道公安官 第24話「少年に太陽を・眼球を探せ!」（1979年、ANB / 東映） - 置き引き犯
- 俺たちは天使だ! 第20話「運が良ければ別れも愉し」（1979年、NTV / 東宝） - 殺し屋カルロス
- 江戸の激斗 第21話「日蔭の花を救え」（1979年、CX / 東宝） - 熊蔵
- 騎馬奉行 第10話「怪盗 天誅小僧の秘密」（1979年、KTV / 東映） - 坂口文吾
- 探偵物語 第18話「犯罪大通り」（1980年、NTV / 東映ビデオ） - 補聴器の殺し屋
- 西部警察 第23話「トリック・プレー」（1980年、ANB / 石原プロ） - 田山
- 特命刑事 第10話「ファイナル・チャレンジ」（1980年、NTV / 東映） - 強盗犯
- 警視-K 第1話「そのしあわせ待った!」（1980年、NTV / 勝プロ）
- 噂の刑事トミーとマツ 第1シリーズ 第52話「アッ? マツがトミーを射殺した!」（1980年、TBS）
- 斬り捨て御免! 第1シリーズ 第8話「魔性の女にひそむ業」（1980年、TX / 歌舞伎座テレビ） - 結城多門
- 江戸の朝焼け 第13話「女の恋路」（1980年、フジテレビ） - 弥吉
- 柳生あばれ旅 第5話「狼塾に美女がいた -沼津-」（1980年、ANB / 東映） - 赤石平四郎
- 旅がらす事件帖 第12話「風が呼んだ佐渡路の宝」（1980年、KTV / 国際放映） - 風間喜平太
- ザ・ハングマン 燃える事件簿 第8話「血染めのブランド」（1981年、ABC / 松竹芸能） - 早瀬隆次（ハヤセ商事社長）
- 警視庁殺人課（1981年、ANB / 東映）
  - 第1話「復讐のバラード」
  - 第25話、第26話「警視庁殺人課全員殉職!」
- プロハンター 第25話「ロング・グッドバイ」（1981年、NTV / セントラル・アーツ）
- 時代劇スペシャル（CX）
  - 怪傑黒頭巾（1981年、勝プロ） - 中川宮
  - 悪霊桜子姫（1982年、円谷プロ） - 惣太
  - 紫頭巾 京洛の大粛清（1982年、東映） - 姉小路兼房
  - 地獄の掟（1982年、映像京都） - 岡島
  - 闇の傀儡師（1982年、東映） - 松平定信
  - 佐武と市捕物控 岡っ引無情（1982年、東映） - 弥助
  - 地獄の左門十手無頼帖 将軍暗殺（1983年、東映） - 三次
  - 素浪人罷り通る 第5弾「涙に消えた三日極楽」（1983年、三船プロ） - 板倉
  - 音なし源 さの字殺し（1983年、国際放映） - 関川初之進
- 影の軍団シリーズ（KTV / 東映）
  - 影の軍団III 第14話「大奥魔女狩り」（1982年） - 鬼妙
  - 影の軍団IV 第6話「京の夜は血の香り」（1985年） - 樋ノ口少将
- 鬼平犯科帳 第3シリーズ 第1話「さざ波伝兵衛」（1982年、ANB / 中村プロ） - さざ波伝兵衛
- 火曜サスペンス劇場（NTV）
  - それでも愛してる（1983年10月4日、PDS）
  - 軽蔑（1984年10月9日、三船プロ） - 岡崎
  - 眠れぬ夜の悪魔（1986年）
  - 女検事・霞夕子 第3作「非常階段をおりる女」（1987年） - 沢野靖正 役
  - 死角関係（1987年）
  - 王女の涙（1988年、東宝）
  - 疑惑の墓標（1989年）
  - ルノアール名画殺人事件（1991年、東宝）
  - 松本清張スペシャル・影の地帯（1993年、松竹） - 川井
  - 松本清張スペシャル・中央流沙（1998年、松竹） - 西秀太郎
  - 女弁護士・高林鮎子26 「雲仙長崎旅路の果て」（2000年、東映）
  - 松本清張スペシャル・内海の輪（2001年、C.A.L） - 西田啓太郎
- 大奥 第46話「女盗賊の冒険」（1984年、KTV / 東映） - 銀造
- 木曜ゴールデンドラマ / 体の中を風が吹く（1984年、NTV）
- 影の軍団IV 第6話「京の夜は血の香り」（1985年、KTV / 東映） - 樋ノ口少将
- 大都会25時 第1話「ホテトル嬢が見た夢は」（1987年、ANB / 東映）
- 月曜サスペンスシリーズ（KTV）
  - 現代恐怖サスペンス / ホラーペンション（1987年、ヴァンフィル）
  - 女優競演サスペンス / 優しみの罠（1987年、ジェイミック）
  - 女性作家サスペンス / Mの悲劇（1988年、東海映画社）
  - 乱歩賞作家サスペンス
    - 庭付き一戸建て殺人（1988年、東宝）
    - 闇の中から（1989年、東映）

  - 京都サスペンス / マルゴォの杯（1988年、東映）
  - 現代神秘サスペンス / あなたのいない夜（1989年、松竹）
  - 直木賞作家サスペンス / 新宿花園神社（1990年、松竹）
  - 不思議サスペンス / 揺れるカーテン（1991年、東映）
- 長七郎江戸日記 第2シリーズ スペシャル3「一心太助と御落胤、男一匹ここにあり」（1988年、NTV / ユニオン映画） - 一条高麻呂 役
- 名奉行 遠山の金さん（ANB / 東映）
  - 第2シリーズ 第2話「美少女を救え!隠密同心の怒り」（1989年） - 結城仙之助
  - 第7シリーズ 第1話「徳川埋蔵金 赤い毒グモの秘密」（1995年） - 運命堂＝大久保藤十郎＝蜘蛛の藤十郎
  - 金さんVS女ねずみ 第2話「将軍は見た!遠山桜」（1998年） - 峯沢丹波
- 鬼平犯科帳（CX / 松竹）
  - 第1シリーズ 第3話「蛇の眼」（1989年） - 蛇の平十郎
  - 第6シリーズ 第9話「迷路」（1995年） - 猫間の重兵衛
  - 第9シリーズ 第4話「一本饂飩」（2001年） - 寺内武兵衛
  - 鬼平犯科帳スペシャル 泥鰌の和助始末（2013年）  - 泥鰌の和助
- 水曜グランドロマン / 他人にいえない職業の男（1991年、NTV） - 夏目大次郎
- はだかの刑事 第9話「指紋のない殺人者」（1993年、NTV / 東映）
- 銭形平次 第5シリーズ 第1話（SP）「消えた弁財天」（1995年、CX / 東映） - 巳之助
- 刑事追う! 第11話「目撃証言」（1996年、TX / 東映）
- 剣客商売 第1シリーズ 第8話「嘘の皮」（1998年、CX / 松竹） - 鎌屋辰蔵 役
- 鬼平外伝 夜兎の角右衛門（2011年1月3日、スカパー!・時代劇専門チャンネル） - 前砂の捨蔵 役
- 金曜プレステージ / 剣客商売 鬼熊酒屋（2014年、CX / 松竹） - 熊五郎
- TOKYO VICE 第6話（2022年4月 - 、HBO Max・WOWOW） - ナカハラ 役

#### スペシャル
- 恐怖!パニック!!人喰熊 史上最大の惨劇 羆嵐（1980年、読売テレビ/東映） - 分署長
- サントリーミステリースペシャル 「澪つくし高校連続殺人事件」（1985年12月6日、ABC） - 坂上志郎
- 寛永風雲録（1991年、NTV / ユニオン映画） - 根来幻幽斎
- 影狩り（1992年、CX / 国際放映） - 月光
- 金山大爆破（1992年、CX / 国際放映） - 秋山兵庫
- 森の石松〜すし食いねェ!ご存知暴れん坊一代（1992年、CX / 松竹） - 都田吉兵衛
- 清水次郎長物語（1995年、CX / 国際放映） - 黒駒の勝蔵
- 新春大型時代劇 3時間スペシャル 家光謀殺（1995年、東映）- 伊藤一刀斎
- 天保義民伝〜土に生きる（1999年10月/テレビ東京） - 勘定方・市野茂三郎
- 忠臣蔵 瑤泉院の陰謀（2007年、TX / C.A.L） - 山村座主人
- おまえなしでは生きていけない〜猫を愛した芸術家の物語〜「第2夜 内田百閒」（2011年、NHK） - 内田百閒
- 基町アパート〜ドキュメンタリードラマ（2013年8月24日、NHK）
- ふろたき大将　故郷に帰る（2016年7月1日、NHK広島） - 宮田徳三
- 大岡越前スペシャル 白洲に咲いた真実（2017年1月3日、NHK BSプレミアム / C.A.L） - 山形七左衛門

### ウェブドラマ
- 全裸監督2（2021年6月24日 全話配信、Netflix） - 高宮栄一 役

### Vシネマ
- 2人のマジカル・ナイト（1991年）
- 狙撃 THE SHOOTIST 完結篇（1994年）
- Hなビンビン大作戦（1992年）
- チンピラ仁義 極楽とんぼ（1995年）
- 標的 羊たちの哀しみ（1996年） - 川原社長
- 麻雀飛翔伝 哭きの竜3（1996年） - 桜道会川地組組長 川地幸一
- 風俗嬢の性（1997年）
- イーストサイド・ワルツ 悦楽の園（1998年、東映ビデオ）
- 修羅の絆（2000年） - 山崎総業幹部 小西
- 修羅の蛮王（バンキング）（2001年）- 合田
- 獅子の絆 浅草哀歌（2002年）
- 梁山泊 ファミリー（2003年）
- 極道恐怖大劇場 牛頭 GOZU（2003年）- 宇廻組組長
- シルバー假面（2006年） - カリガリ博士
- 哀愁のヒットマン（2008年） - 小島(仲介人)
- 獅子の血戦 許されざる者（2016年）

### 舞台
- 真情あふるる軽薄さ（1969年、現代人劇場　作：清水邦夫　演出：蜷川幸雄）
- 明日そこに花を挿そうよ（1970年、現代人劇場　作：清水邦夫　演出：蜷川幸雄）
- 想い出の日本一萬年（1970年、現代人劇場　作：清水邦夫　演出：蜷川幸雄）
- 東海道四谷怪談（1971年、現代人劇場　作：鶴屋南北　演出：蜷川幸雄）
- 鴉よ、おれたちは弾丸をこめる（1971年、現代人劇場　作：清水邦夫　演出：蜷川幸雄）
- ぼくらが非情の大河をくだる時（1972年、櫻社　作：清水邦夫　演出：蜷川幸雄）
- 盲導犬（1973年、櫻社　作：唐十郎　演出：蜷川幸雄）
- 泣かないのか?泣かないのか一九七三年のために?（1973年、櫻社　作：清水邦夫　演出：蜷川幸雄）
- ハーメルンの鼠（1976年、第七病棟　作：唐十郎　演出：佐藤信）
- おとことおんなの午后（1983年、第七病棟　作：山崎哲　演出：石橋蓮司）
- ビニールの城（1985年、第七病棟　作：唐十郎　演出：石橋蓮司）
- 湯毛の中のナウシカ（1987年、第七病棟　作：唐十郎　演出：石橋蓮司）
- さすらいのジェニー（1988年、下町唐座　作・演出：唐十郎）
- 羊たちの沈黙（1990年、第七病棟　作：山崎哲　演出：石橋蓮司）
- オルゴールの墓（1992年、第七病棟　作：唐十郎　演出：石橋蓮司）
- 人さらい（1995年、第七病棟　作：唐十郎　演出：石橋蓮司）
- ライフ・イン・ザ・シアター（1997年、世田谷パブリックシアター　作：デヴィッド・マメット　演出：佐藤信）
- 雨の塔（2000年、第七病棟　作：唐十郎　演出：石橋蓮司）
- ゴドーを待ちながら（2000年、世田谷パブリックシアター　作：サミュエル・ベケット　演出：佐藤信）
- リア王の悲劇（2004年、世田谷パブリックシアター　作：ウィリアム・シェイクスピア　演出：佐藤信）

### 劇場アニメ
- カウボーイビバップ 天国の扉（2001年） - レンジィ[51]

### ゲーム
- 龍が如く OF THE END（2011年）- おやっさん 役

### ラジオ番組
- クロスオーバーイレブン（NHK-FM、1978年11月23日 - 1979年3月） - 初代ナレーター

### ラジオドラマ
- 上海幻影路（1983年11月13日、TBSラジオ） - 山根 役
- ラジオ図書館 「地平線へピクニック　めりけんじゃっぷ海太郎伝」（1985年6月17日、TBSラジオ） - 長谷川海太郎 役
- ヴァーチャルリアリティラジオドラマ 「今日、悲別で」（1991年12月31日、ニッポン放送）
- 大晦日ラジオドラマスペシャル 「倉本聰　ニングル」（1994年12月31日、ニッポン放送）
- FMシアター（NHK-FM）
  - 「ゴアの扉」（1994年1月29日）
  - 「海の中の砂漠」（1999年3月20日）
  - 「アルケミスト」（2001年9月22日）
  - 「がらんどう奇譚」（2005年2月12日）
  - 「母、逝かず」（2015年4月25日）
  - 「レオナルド・ダ・ヴィンチの恋人」（2021年4月17日） - 秀治 役
  - 「決められない松田、おすすめの一本」（2022年5月21日）
  - 「琥珀のひと」（2022年6月4日） - 矢部吉森(モーリー) 役
- 青春アドベンチャー（NHK-FM）
  - 「封神演義 第1部」（1998年8月3日 - 28日） - 姜子牙(太公望) 役
    - 「封神演義 第2部 ～朝廷軍の逆襲～」（1999年8月2日 - 27日）
    - 「封神演義 第3部 ～易姓革命～」（2000年8月7日 - 9月1日）

  - 「襲大鳳　羽州ぼろ鳶組」（2024年3月25日 - 4月12日） - 伊神甚兵衛 役

### 人形劇
- 人形劇 三国志（1982年 - 1984年、NHK） - 関羽 他
- 人形歴史スペクタクル 平家物語（1993年 - 1995年、NHK） - 平時忠 他
- 聖石傳説（2002年、NHK） - 剣上卿

### CM
- 新・レンジ生活（ニチレイ）※芸名の「蓮司」と電子レンジをかけた駄洒落という演出。
- ジョージア（日本コカ・コーラ）
- 焼きビーフン（ケンミン食品）
- ACジャパン（2022年・ナレーション）

### その他
- ビートたけしのつくり方（1993年、フジテレビ系列）- 「大家族主義」銀行強盗犯・井川
- 2001年 言葉の見世物（2001年、フジテレビ）- 見世物小屋の主人
- 美の壺（2006年 - 、NHK教育）- ゲスト出演
- ザ・ノンフィクション「横須賀酔いどれ相談所」(2004年9月21日、フジテレビジョン) - ナレーション
- 美の巨人たち（2013年8月24日・2016年3月19日、テレビ東京）- 喫茶石橋店主

## 受賞歴
- 1985年、第23回ゴールデン・アロー賞演劇賞（『ビニールの城』）
- 1990年、第15回報知映画賞助演男優賞、第64回キネマ旬報ベスト・テン助演男優賞、第45回毎日映画コンクール男優助演賞など。
- 1991年、黒木和雄監督の『浪人街』他で第14回日本アカデミー賞最優秀助演男優賞[52]。
- 2010年、『アウトレイジ』『今度は愛妻家』で第53回ブルーリボン賞助演男優賞、第20回東京スポーツ映画大賞助演男優賞。